# Iákovos Rízos Nerulós
Iákovos Rízos Nerulós (grec moderne : Ιάκωβος Ρίζος Νερουλός) dit aussi Jakovakis Rizos Nerulos est un homme politique et écrivain grec, né et mort à Constantinople (1778-1849).

## Biographie
Issu d'une famille phanariote, il est élevé par son oncle, l'archevêque d'Éphèse et est d'abord nommé grand écuyer par Constantin Ypsilántis, hospodar de Moldavie. Son successeur, Mihail Șuțu, le nomme ambassadeur à Constantinople (1801).
Il devient ensuite premier ministre de Jean Caradja et d'Alexandre Șuțu, hospodars de Valachie. C'est à cette époque qu'il adhère à l'Hétairie (1816).
Lorsqu'éclate l'insurrection grecque (1821), à laquelle il adhère, il doit quitter ses fonctions. Il revient en Grèce avec Ioánnis Kapodístrias (1828) et dans les années qui suivent, il occupe d'éminentes fonctions : il est successivement ministre des Cultes (1832), gouverneur des Cyclades (1833), ministre des Affaires étrangères (1834), et ministre de l'Instruction publique (1835-1837).
Il termine sa carrière comme ambassadeur à Constantinople où il meurt.

## Œuvres littéraires
Iákovos Rízos Nerulós est l'auteur de plusieurs ouvrages littéraires en vers ou en prose, notamment, Aspasia (1813), Korakistika (1813), Polyrena (1814), Cours de littérature grecque moderne (1826), Histoire moderne de la Grèce (1828)...